# Tram van Luxemburg (stad)

Het traject van de tramlijn in Luxemburg

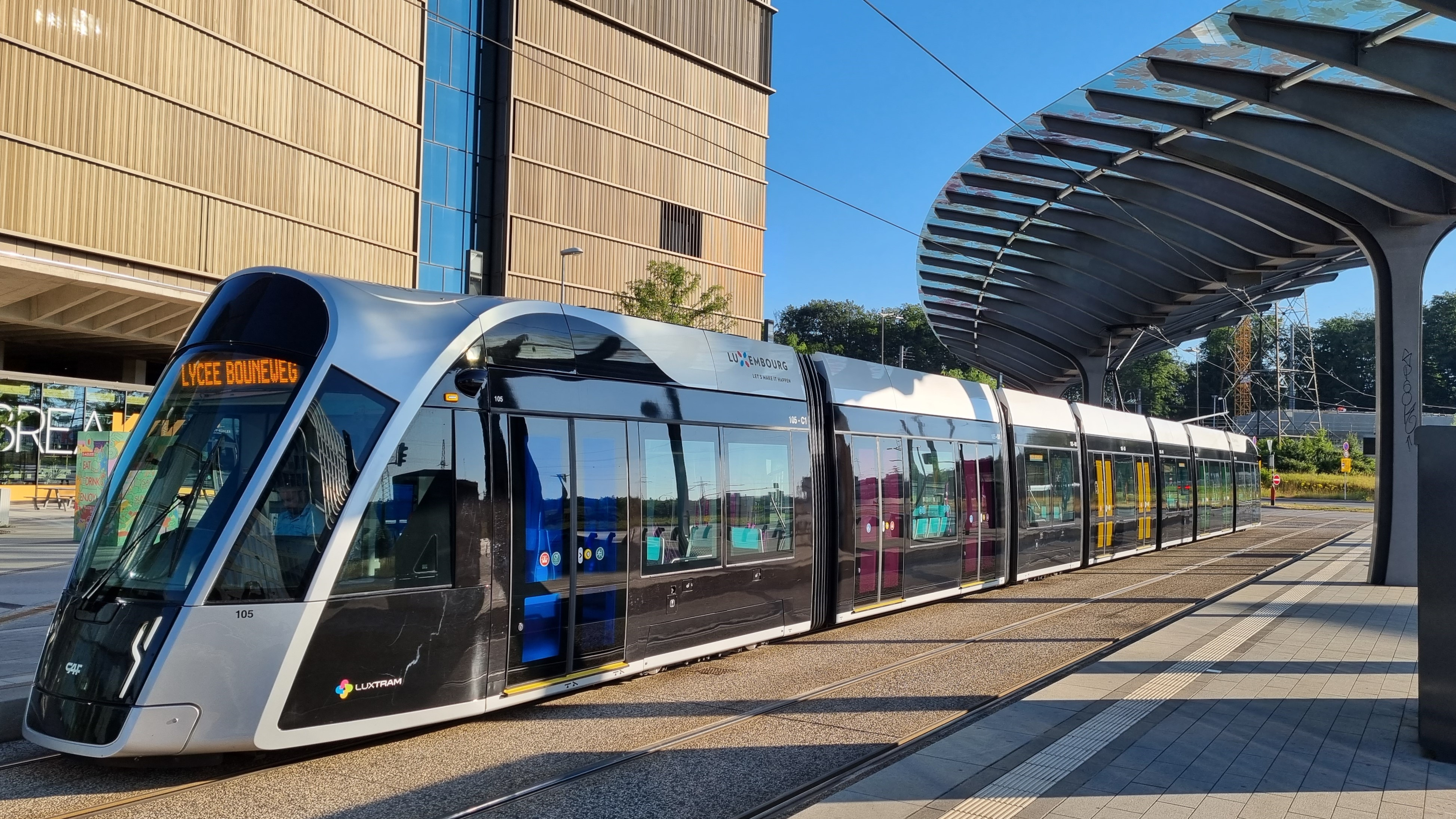
Stater Tram aan Luxexpo The Box

De tram van de stad Luxemburg (in het Luxemburgs Stater Tram) bestaat uit één enkele tramlijn T1, sinds 2017 in dienst en geëxploiteerd door het bedrijf Luxtram. De tramlijn in de hoofdstad is in de 21e eeuw de enige tramlijn in het Groothertogdom Luxemburg. Het vervoer is sinds 1 maart 2020 gratis, net als al het andere openbaar vervoer in het groothertogdom.

## Geschiedenis
Tussen 1875 en 1964 was er in deze stad ook al een tramnet, dat net voor de Tweede Wereldoorlog tien lijnen telde. Op zaterdag 5 september 1964 reed de laatste lijn 10 van Beggen, via Eich, Theaterplatz, de Neutor naar de Tramschapp waar door duizenden mensen afscheid van de tram werd genomen.
In 2017 werd fase voor fase een nieuwe tramlijn uitgebouwd. Bij de renovatie van de Groothertogin Charlottebrug tussen oktober 2015 en juli 2017 werd deze reeds verbreed om ruimte te creëren voor de tramsporen. Voor het rollend materieel werd gekozen voor de Urbos 3 serie van CAF. De eerste fase van deze nieuwe tramlijn is op 10 december 2017 geopend, met een tram van Luxexpo tot Pfaffenthal-Kirchberg, met acht stations op een traject van 3,5 km. In aansluiting op de tram werd ook het station Pfaffenthal-Kirchberg onder deze brug in gebruik genomen waarbij het hoogteverschil met de tramlijn overbrugd werd door de gelijktijdig geopende kabelspoorweg Pfaffenthal-Kirchberg. De tweede fase met de doortrekking van de tramlijn van Pfaffenthal-Kirchberg naar Stäreplaz / Étoile is op 27 juli 2018 geopend. De bouw van de derde fase (Stäreplaz / Étoile – Station) over de Adolfsbrug die hiervoor bij de renovatie van 2017 reeds was aangepast, en door de Ville-Haute tot aan het Station Luxemburg is gestart op 29 oktober 2018 en op 13 december 2020 in gebruik genomen. Op 11 september 2022 werd de vierde fase, de verlenging (in zuidelijke richting) tot de halte Lycée Bouneweg in gebruik genomen. Bij de vijfde fase werd in juli 2024 de tramlijn in het zuiden verlengd tot het bedrijvenpark 'Cloche d'Or' en het Stade de Luxembourg. Omdat de frequentie van ca. 4 minuten hoog is wordt dit traject bereden met de halve frequentie, om de andere tram blijft eindigen op de halte Lycée Bouneweg. De zesde fase, een uitbreiding in noordelijke richting van Luxexpo naar de luchthaven van 3,9 km is voorzien voor 2025.
Sinds juli 2024 verbindt de lijn het congres- en expocentrum Luxexpo The Box op het plateau Kirchberg ten noordoosten van het centrum, met het Stade de Luxembourg in het zuiden. Onderweg bedient de lijn de wijken Limpertsberg, Ville-Haute (centrum), Gare en Gasperich. De tramlijn telt 22 haltes over een lengte van 12 km.

### Luchthaven
Sinds 2 maart 2025 is tramlijn 1 in het noordoosten verlengd naar luchthaven Luxemburg-Findel. De volledige lijn bedient 24 haltes over een afstand van bijna 16,4 km.

## Geplande verlengingen, aftakkingen en nieuwe tramlijnen

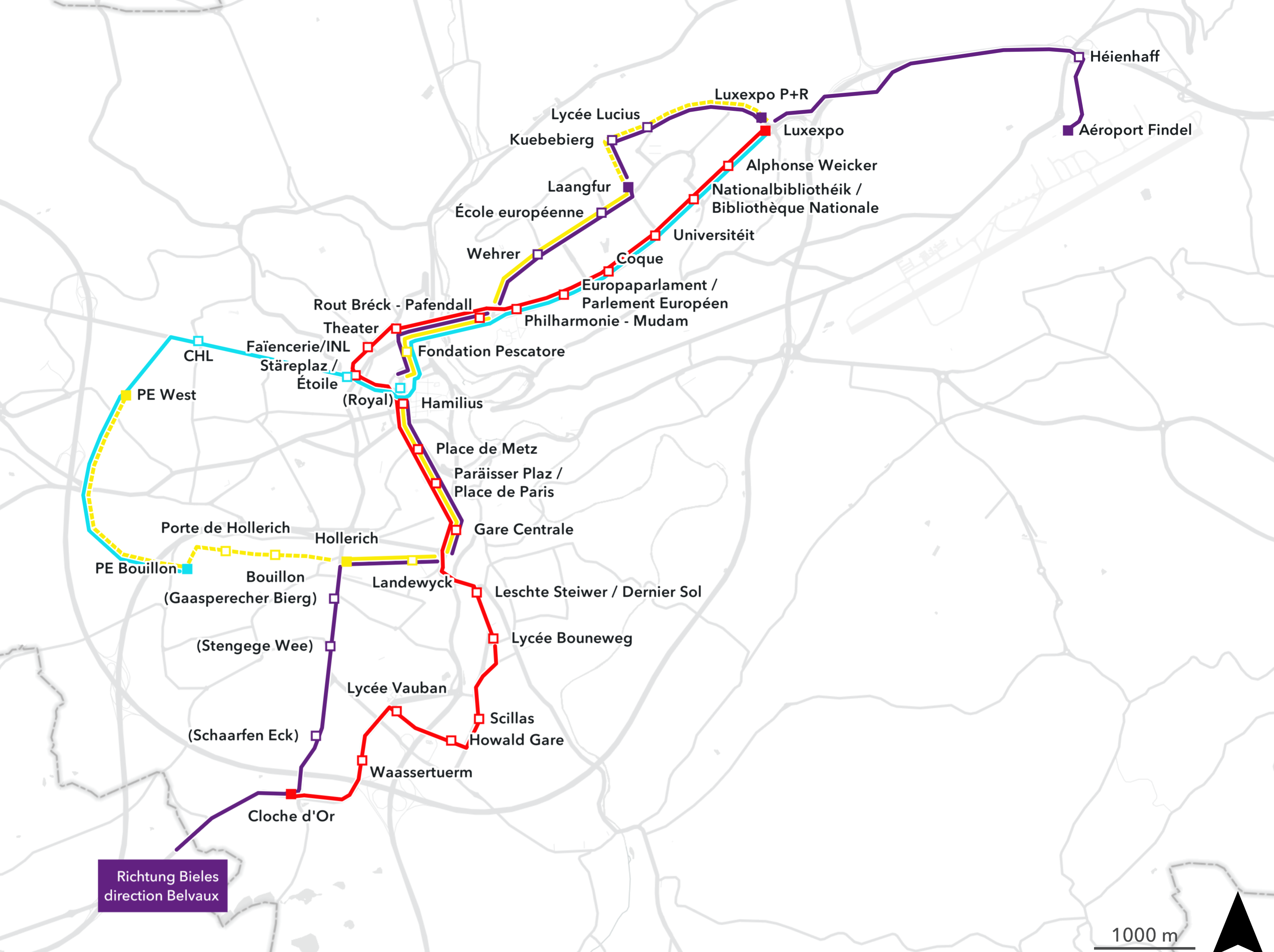
Het voorziene tramnet tegen 2035 volgens het nationale mobiliteitsplan van 2022

### Kirchberg 2 (K2)
Een ontdubbeling/aftakking van de tramlijn op het plateau van Kirchberg in het noordoosten wordt aangelegd vanaf 2025. De eerste fase, met 2,3 km dubbelspoor, zal 3 nieuwe haltes omvatten en zal aftakken vanaf de bestaande halte Rout Bréck – Pafendall (aan de kabelspoorweg bij station Pfaffenthal-Kirchberg), daarna langs de Europese instellingen via nieuwbouwwijk Laangfur tot aan nieuwbouwwijk Kuebebierg. De indienstneming van deze fase is gepland in 2027. De kost, inbegrepen een volledige wegaanleg, wordt geschat op 106 miljoen euro. Een tweede fase moet deze aftakking verlengen van Kuebebierg tot aan de bestaande halte Luxexpo van lijn 1 en de tramstelplaats.

### Hollerich (HO)
Van een aftakking van de tramlijn naar het stadsdeel Hollerich in het zuidwesten is de financiering voor de eerste fase in 2024 goedgekeurd door het parlement (geschat op 29 miljoen euro), met 1,1 km dubbelspoor en 2 nieuwe haltes. Die zal aftakken aan de bestaande halte Gare Centrale bij station Luxemburg en naar het westen lopen tot aan de toekomstige wijk Nei Hollerich. De indienstneming van deze fase is gepland in 2028. Een tweede fase moet deze tak verlengen van Nei-Hollerich naar de toekomstige wijk Porte de Hollerich en naar P&R Bouillon.

### Tramlijn naar het westen en tweede tramlijn naar het zuiden
Het mobiliteitsplan van Luxtram uit 2022 voorziet dat het tramnet in 2035 uit vier lijnen bestaat.
De minister van mobiliteit en het stadsbestuur verklaarden in april 2024 dat er de volgende 10 jaar geen (korte) aftakking van tramlijn 1 komt naar het centrum via de Avenue de la Porte-Neuve, maar wel volgende uitbreidingen die het aantal reizigers moeten doen stijgen van 100.000 naar 220.000 per jaar.
- een tramlijn naar het westen vanaf de bestaande halte Etoile/Stäreplatz over de N6 Route d'Arlon: woonwijk Stade – Arquebusiers – Centre hospitalier de Luxembourg (CHL).en op termijn mogelijk Strassen en Mamer. Voor de financiering wil de regering een wetsvoorstel indienen in 2024.

- een tweede tramlijn naar het zuiden vanaf Etoile/Stäreplatz over de N4 Route d'Esch:  Belair – Hollerich – Cessange – Gasperich – Cloche d’Or. Studies zullen starten in september 2024 en eind 2025 willen ze wetsvoorstel voor financiering klaar hebben.

### Sneltramlijn Luxemburg - Esch-sur-Alzette

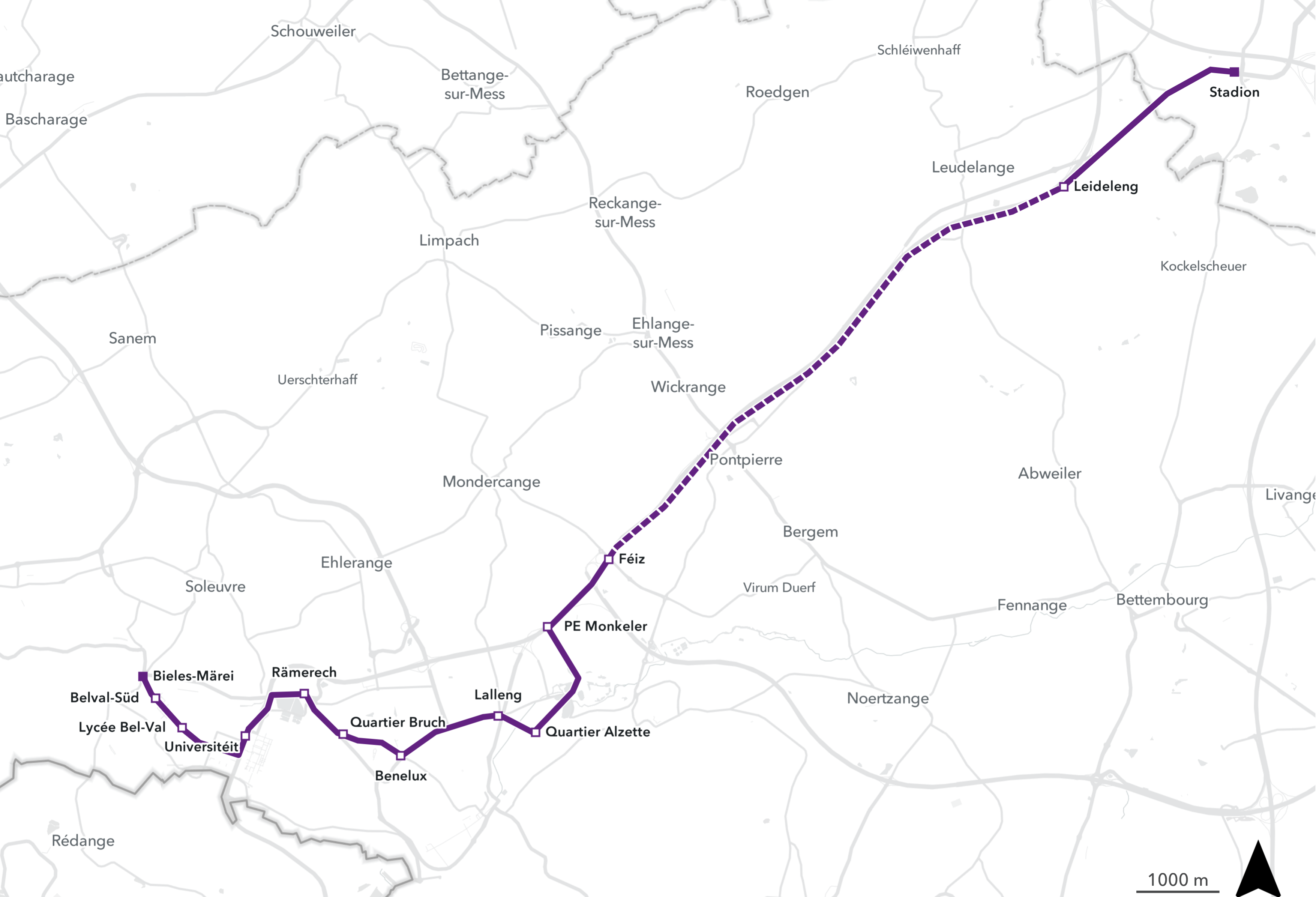
Het voorziene tracé van de sneltram vanaf het zuiden van de stad Luxemburg tot Esch en Belval

De regering plant een sneltramlijn aan te leggen als verlenging van de stadstram, vanaf het Stade de Luxembourg naar de stad Esch-sur-Alzette in het zuidwesten (eindhalte Belval met onder andere de hoofdcampus van de Universiteit Luxemburg). Deze sneltramlijn en een fietssnelweg zouden tussen de twee stadscentra van Luxemburg en van Esch gebundeld lopen met autosnelweg A4 in een multimodale corridor, met slechts enkele haltes en dus niet doorheen de dorpscentra. De tram zou wel doorheen de twee stadscentra rijden. Anno 2024 plant de regering de aanleg te starten voor 2035 zonder bekende startdatum.
Net voor de verkiezingen van 2023 sprak de toenmalige minister van mobiliteit van een project van 3 miljard euro in vier fasen: Luxemburg-Stad tot Leudelange in 2028, tot Foetz (vlak bij Esch-sur-Alzette) in 2030, tot nieuwbouwwijk Metzeschmelz in 2032 en tot Belvaux in 2035.

### Toekomstige tramstelplaats Cloche d’Or
Omdat de bestaande stelplaats bij Luxexpo maar 33 trams kan herbergen, en Luxtram tegen 2035 40 bijkomende (langere 54 meter-) trams en sneltrams wil hebben, willen ze een nieuwe tramstelplaats bij Cloche d’Or bouwen tegen 2030. Een wetsvoorstel voor de financiering moet in 2024 klaar zijn.

## Technische kenmerken
De tram rijdt zonder bovenleiding in het centrum, van de Groothertogin Charlottebrug langs de Bovenstad (Ville-Haute) tot aan het station. Deze 3,6 km worden overbrugd door het gebruik van supercondensators en het CAF-systeem ACR (Acumulador de Carga Rápida), een variant op ALS met laadmogelijkheden beperkt tot laden bij stilstand aan elke tramhalte.

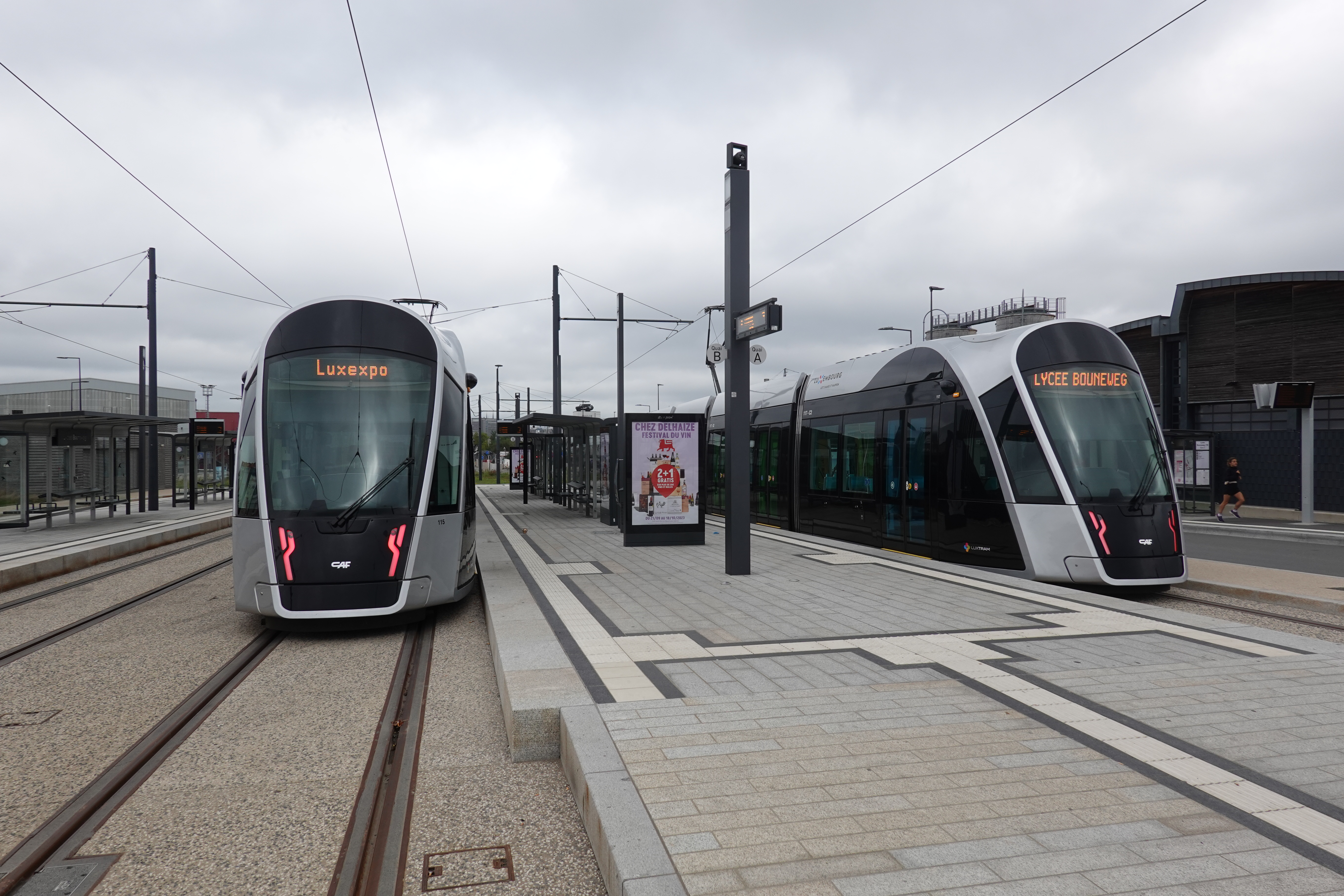
Twee CAF Urbos 3 trams
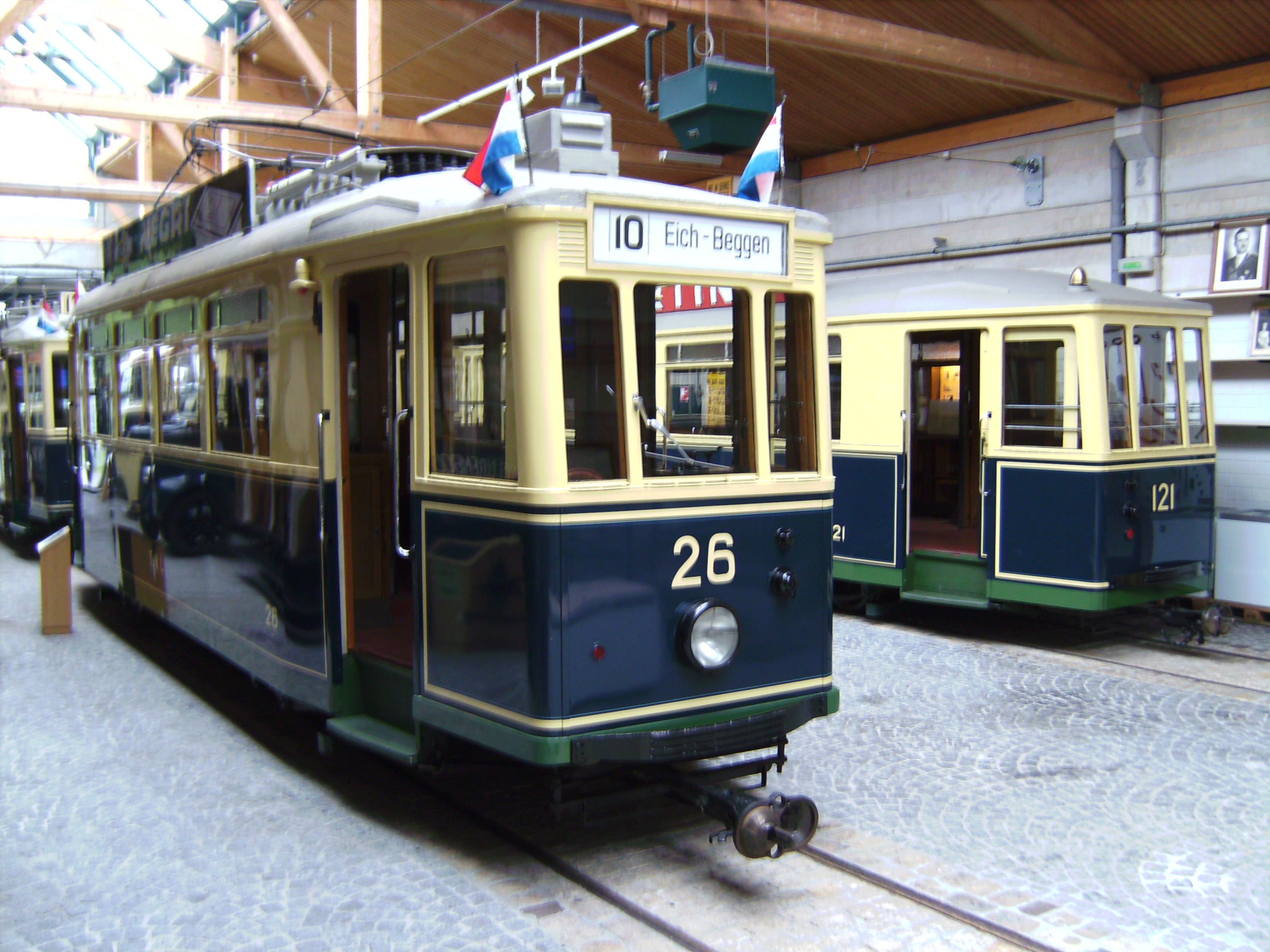
Museumtram 26